# 5014 Gorchakov
5014 Gorchakov (1974 ST) là một tiểu hành tinh vành đai chính được phát hiện ngày 19 tháng 9 năm 1974 bởi L. I. Chernykh ở Đài vật lý thiên văn Crimean.